# Maksym Kalynychenko
Maksym Kalynychenko, (en ukrainien, Калиниченко Максим Сергійович / Maksym Kalynytchenko) né le 26 janvier 1979, est un footballeur ukrainien.

## Carrière

### En équipe nationale
Kalynychenko participe à la coupe du monde 2006 avec l'équipe d'Ukraine. Il a inscrit un but contre l'Arabie saoudite (victoire 4-0) lors du deuxième match de poule. Il a été sélectionné 43 fois en équipe nationale (7 buts).

## Palmarès
- FK Spartak Moscou
  - Champion de Russie en 2000 et 2001.
  - Vainqueur de la coupe de Russie en 2003.